# Rytmisk pigegymnastik
|  | Denne artikel er oprettet af botten Steenthbot ud fra en ekstern database. Den kan derfor have sproglige fejl eller mangler. Denne skabelon kan fjernes efter kontrol af indholdet. |

Rytmisk pigegymnastik er en dansk dokumentarfilm fra 1962 instrueret af Martha Jørgensen efter eget manuskript.

## Handling
Filmen viser liggende og siddende øvelser samt øvelser på fire. Stående øvelser og øvelser med forflytninger, samt gang og løb, improvisationer og fri dans. Filmen er en fortsættelse af "Behændighedsøvelser for piger" og er beregnet til instruktion af gymnastiklærerinder og seminarieelever.